# Джадра-Шейх-Елі
Джадра́-Шейх-Елі́ (крим. Cadra Şeyh Eli, з 1948 по 2023 рік — Уда́рне) — село Джанкойського району Автономної Республіки Крим. Населення становить 104 особи. Орган місцевого самоврядування — Луганська сільська рада. Розташоване на заході району.

## Географія
Джадра-Шейх-Елі — село на заході району, в степовому Криму, висота над рівнем моря — 19 м. Найближчі села: Ковильне — за 0,7 кілометра на північ, Луганське за 2,5 км на північний захід, Лобанове за 0,5 км на південний захід і Ясне за 0,5 км на південь, там же найближча залізнична станція — Богемка (на лінії Джанкой — Армянськ). Відстань до райцентру — близько 14 кілометрів.

## Історія
Судячи за доступними історичними документами, селище Джадра-Шейх-Елі виникло на початку XX століття, оскільки вперше зустрічається в Статистичному довіднику Таврійської губернії 1915 року, згідно з яким в Богемській волості Перекопського повіту значився Джадра-Шихель — населене кримськими татарами вакуфне село з 40 подвір'ями.
Після встановлення в Криму Радянської влади, за постановою Кримревкома від 8 січня 1921 року № 206 «Про зміну адміністративних кордонів» була скасована волосна система і в складі Джанкойського повіту (перетвореного з Перекопського) був створений Джанкойський район. У 1922 році повіти перетворили в округи. 11 жовтня 1923 року, згідно з постановою ВЦВК, в адміністративний поділ Кримської АРСР були внесені зміни, в результаті яких округи були ліквідовані, основною адміністративною одиницею став Джанкойський район і село включили до його складу. Згідно зі Списком населених пунктів Кримської АРСР за Всесоюзним переписом від 17 грудня 1926 року, Джадра-Шейх-Елі, з населенням 96 чоловік в 22 дворах, входив до складу Джадра-Борлакської сільради Джанкойського району .
У 1944 році, після звільнення Криму від німців, згідно з Постановою ДКО № 5859 від 11 травня 1944 року, 18 травня кримські татари були депортовані в Центральну Азію. 12 серпня 1944 року було прийнято постанову № ГОКО-6372с «Про переселення колгоспників в райони Криму» та у вересні 1944 року в район приїхали перші новосели (27 сімей) з Кам'янець-Подільської і Київської областей, а на початку 1950-х років пішла друга хвиля переселенців з різних областей України, до складу якої село було передано в 1954 році. Указом Президії Верховної Ради Російської РФСР від 18 травня 1948 року, Джадрія-Шейх-Елі перейменували в село Ударне, статус села було присвоєно пізніше.
12 травня 2016 року Верховна рада України, прийняла постанову про перейменування села в Джадра-Шейх-Елі, відповідно до закону про декомунізацію, однак дане рішення не вступає в силу до «повернення Криму під загальну юрисдикцію України». Постанова набрала чинности у 2023 році.

## Відомі люди
- Абілов Анатолій Абілович — Герой Радянського Союзу